# Скотт (Луїзіана)
Скотт (англ. Scott) — місто (англ. city) в США, в окрузі Лафаєтт штату Луїзіана. Населення — 8119 осіб (2020).

## Географія
Скотт розташований за координатами 30°14′22″ пн. ш. 92°5′41″ зх. д. / 30.23944° пн. ш. 92.09472° зх. д. (30.239555, -92.094652).  За даними Бюро перепису населення США в 2010 році місто мало площу 28,79 км², уся площа — суходіл.

## Демографія
Згідно з переписом 2010 року, у місті мешкало 8614 осіб у 3447 домогосподарствах у складі 2318 родин. Густота населення становила 299 осіб/км².  Було 3666 помешкань (127/км²).
Расовий склад населення:
| - 78,7 % — білих - 15,7 % — чорних або афроамериканців - 1,7 % — азіатів - 0,5 % — корінних американців - 1,7 % — осіб інших рас |

До двох чи більше рас належало 1,7 %. Частка іспаномовних становила 3,7 % від усіх жителів.
За віковим діапазоном населення розподілялося таким чином: 25,1 % — особи молодші 18 років, 64,2 % — особи у віці 18—64 років, 10,7 % — особи у віці 65 років та старші. Медіана віку мешканця становила 35,1 року. На 100 осіб жіночої статі у місті припадало 91,3 чоловіків;  на 100 жінок у віці від 18 років та старших — 88,6 чоловіків також старших 18 років.
Середній дохід на одне домашнє господарство  становив 69 038 доларів США (медіана — 46 667), а середній дохід на одну сім'ю — 85 503 долари (медіана — 66 607). Медіана доходів становила 50 355 доларів для чоловіків та 34 000 доларів для жінок. За межею бідності перебувало 6,7 % осіб, у тому числі 7,0 % дітей у віці до 18 років та 7,4 % осіб у віці 65 років та старших.
Цивільне працевлаштоване населення становило 4830 осіб. Основні галузі зайнятості: освіта, охорона здоров'я та соціальна допомога — 25,2 %, сільське господарство, лісництво, риболовля — 15,8 %, мистецтво, розваги та відпочинок — 8,7 %, виробництво — 8,5 %.